# 陆树铭
陆树铭（1956年8月15日—2022年11月1日），汉族，山东省烟台市人，生于青岛市。中国大陆男演员、关公特型演员，表演艺术家。陆树铭是華人世界流行文化中关公形象的代表人物，其塑造的关公形象，对海内外流行文化具有极高的影響力。2016年2月12日，陆树铭凭借关公角色，获得了由中国文化部、中国中央电视台、中国艺术家协会等单位颁发的第十二届“德艺双馨”终身成就奖。

## 生平
1956年8月15日，陆树铭出生在山东省青岛市。在青岛生活至10岁，随父亲支援建设西北，迁居陕西省渭南市、西安市。1976年成为航空摄影人，1980年考入陕西省话剧团，正式开始了演艺生涯，後來隸屬於西安話劇院。其代表作有《三国演义》与《青龙偃月刀》（二度飾演關羽）、《西遊記第壹佰零壹回之月光寶盒》（飾演牛魔王）、《孙武》（飾演伍子胥）及《汉武大帝》（飾演飞将军李广）等。2022年11月1日因心梗去世，追悼会于11月3日在西安市殡仪馆举行。

## 家庭
陆树铭曾有过一段短暂的婚姻，有一个女儿随前妻。后来，陆树铭和高岚结婚，有一子一女。

## 代表作

### 电视剧
- 1985年 《飘落的枫叶》
- 1985年 《情场、战场、市场》
- 1986年 《为君唱首风流歌》饰演筑路工人
- 1992年 《三国演义》饰演关羽
- 1997年 《孙武》饰演伍子胥
- 2003年 《汉武大帝》饰演李广
- 2005年 《谷穗黄了》饰演范打头的
- 2005年 《阻击罪恶》饰演安柯
- 2006年 《草原情》
- 2011年 《香山奇缘》饰演妙庄王

### 电影
- 1986年 《湘西剿匪记》饰演刘大柱
- 1988年 《秦俑》饰演秦始皇
- 1995年 《西遊記第壹佰零壹回之月光寶盒》饰演牛魔王
- 1995年 《西遊記大結局之仙履奇緣》饰演牛魔王
- 2020年 《站住！小偷》
- 2021年 《青龙偃月刀》饰演关羽

### 書籍
- 《我遇關公》[1]

### 音乐
- 《一壶老酒》

### 游戏代言
- 《少年三国志：零》手机游戏 饰演 关羽
- 《卧龙吟2》手机游戏 饰演 关羽
- 《百龙霸业》手机游戏 饰演 关羽
- 《放置三国》手机游戏 饰演 关羽
- 《三国群英传》手机游戏 饰演 关羽

### 综艺节目
- 《萌探探探案2》第三期  饰演 关羽

### 社会活动
2014年3月，担任武财神关公的形象代言人；7月20日，據稱是关羽诞辰1852年，陆树铭发起并召集社会各界在北京举行“忠义千秋，万古流芳”主题公祭活动。
2020年8月13日，陆树铭携陆家班团队赴山西解州关帝祖庙参加关帝诞辰1860年公祭大会，并举行公益演唱会 。2022年3月11日上午，陆树铭受邀参加了海南省万宁市东山书画院举行的“读书日”活动，与青少年分享交流關羽文化故事。

## 获奖
2016年2月12日，陆树铭获得了由中国文化部、中国中央电视台、中国艺术家协会等单位颁发的第十二届“德艺双馨”终身成就奖。